# Diodor de Sinope
Diodor de Sinope (en llatí Diodorus, en grec antic Διόδωρος) fou un poeta còmic atenenc de la comèdia mitjana que va viure al segle III aC.
Se'l menciona en una inscripció que fixa el seu temps a l'arcontat de Diòtim, del 354 al 353 aC, any en què va presentar dues obres de teatre titulades Νεκρός ("Nekròs", El mort) i Μαινόμενος ("Mainómenos" El que s'ha tornat boig) on l'actor era Aristòmac.
Després d'aquestes obres, recollides per Ateneu de Nàucratis, Suides cita encara Αὐλητρίς ("Auletris" La flautista), Ἐπίκληρος ("Epìkleros", L'heretera) i Πανηγυρισταί ("Panegyristaì", Els participants a la festa).